# Lutz Lajos
Lutz Lajos (1900. október 4. – 1964. november 27.) válogatott labdarúgó, középfedezet, edző. A sportsajtóban Lutz II néven volt ismert.

## Pályafutása

### Klubcsapatban
Az Újpest, majd a III. kerületi FC labdarúgója volt. Nagy munkabírású, lelkiismeretes játékos volt, aki védelemben határozottan, keményen állította meg az ellenfél játékosait.

### A válogatottban
1927 és 1932 között négy alkalommal szerepelt a magyar labdarúgó-válogatottban.

### Edzőként
Az Újpest vezetőedzője volt 1943-ban.

## Sikerei, díjai

### Játékosként
- Magyar bajnokság
  - 2.: 1926–27
  - 3.: 1927–28, 1928–29
- Magyar kupa
  - győztes: 1931
  - döntős: 1927

## Statisztika

### Mérkőzései a válogatottban
| Magyarország | Magyarország       | Magyarország              | Magyarország | Magyarország | Magyarország | Magyarország | Magyarország | Magyarország |
| #            | Dátum              | Helyszín                  | Hazai        | Eredmény     | Vendég       | Kiírás       | Gólok        | Esemény      |
| ------------ | ------------------ | ------------------------- | ------------ | ------------ | ------------ | ------------ | ------------ | ------------ |
| 1.           | 1927. április 10.  | Bécs, Hohe Warte          | Ausztria     | 6 – 0        | Magyarország | barátságos   | -            |              |
| 2.           | 1928. március 25.  | Budapest. Üllői úti pálya | Magyarország | 2 – 1        | Jugoszlávia  | barátságos   | -            |              |
| 3.           | 1931. május 21.    | Belgrád, BSK-pálya        | Jugoszlávia  | 3 – 2        | Magyarország | barátságos   | -            |              |
| 4.           | 1932. november 27. | Milánó, San Siro Stadion  | Olaszország  | 4 – 2        | Magyarország | barátságos   | -            |              |
|              | Összesen           |                           |              | 4            | mérkőzés     |              | 0            | gól          |